# Okres Rakovník
Okres Rakovník je okres v západní části Středočeského kraje. Sídlem jeho dřívějšího okresního úřadu bylo město Rakovník, které je od roku 2003 obcí s rozšířenou působností, jejíž správní obvod je totožný s územím okresu.
Na východě a jihovýchodě sousedí se středočeskými okresy Kladno a Beroun, na jihu a jihozápadě s okresy Rokycany a Plzeň-sever (Plzeňský kraj) a na severozápadě a severu s okresem Louny (Ústecký kraj).

## Charakteristika okresu
Rakovnicko má v rámci kraje nejnižší počet obyvatel i hustotu zalidnění. Celé tvoří správní obvod jediné obce s rozšířenou působností (Rakovník), který se dále člení na čtyři správní obvody obcí s pověřeným obecním úřadem (Jesenice, Křivoklát, Nové Strašecí a Rakovník). Z celkem 83 obcí okresu jsou tři města: Rakovník (16 tisíc obyvatel), Nové Strašecí (6 tisíc obyvatel) a Jesenice (2 tisíce obyvatel), a šest má status městyse (Kněževes, Křivoklát, Mšec, Pavlíkov, Senomaty a Slabce). Historicky se Rakovnicko člení na šest oblastí: centrální s Rakovníkem, Křivoklátsko na jihovýchodě, Novostrašecko na severovýchodě, Poddžbánsko na severu, Jesenicko na západě (dříve součást Sudet) a tzv. Balkán a Čistecko na jihu.
Území okresu tvořila k roku 2019 z 52,5 % zemědělská půda a z 38,1 % lesy, jde tak o jeden z nejvíce zalesněných okresů kraje. V oblasti zemědělství převažuje tradiční chmelařství, na jihu se také pěstují brambory a obilí. Průmysl je především chemický (prací prášky a čisticí prostředky) a keramický (obkladové dlaždice). Okresem prochází dálnice D6, která zde pokračuje jako silnice I/6. Dalšími silnicemi I. třídy jsou I/16 a I/27. Silnice II. třídy v okrese jsou II/116, II/201, II/206, II/221, II/227, II/228, II/229, II/233, II/236, II/237 a II/606. Železničními tratěmi které procházejí tímto okresem jsou : Praha – Lužná u Rakovníka – Chomutov/Rakovník, Beroun–Rakovník, Krupá–Kolešovice, Most – Louny – Rakovník, Rakovník – Bečov nad Teplou, Rakovník–Mladotice. 
Povrch je mírně zvlněný, přecházející do pahorkatin. Na severovýchodě se nachází plošina Džbán, na severozápadě Rakovnická pahorkatina, na jihozápadě Plaská pahorkatina a na jihovýchodě se zdvíhá Křivoklátská vrchovina. Zde hlubokým údolím protéká Berounka a na většině jejího území byla vyhlášena chráněná krajinná oblast Křivoklátsko, mimořádně cenné a převážně zalesněné území. Kromě ní se v okrese Rakovník nacházejí také čtyři národní přírodní rezervace: Pochválovská stráň, Týřov, Velká Pleš a Vůznice. I díky husté síti pěších a cyklistických cest a naučných stezek je Rakovnicko oblíbeným cílem pro rekreaci a přitažlivé pro turistický ruch. Nejvýznamnější památkou je Křivoklát, gotický hrad a národní kulturní památka. Kromě něj se zde nachází např. zřízeniny hradů Krakovec, Týřov nebo Džbán, nejvíce památek má ovšem samotný Rakovník, zejména kostel sv. Bartoloměje či dvě zachované městské brány (Pražská a Vysoká). Nachází se zde také železniční muzeum Lužná u Rakovníka. U severních hranic okresu se také nachází Kounovské kamenné řady neznámého původu.

## Zeměpisné extrémy
- Nejzápadnější bod okresu Rakovník a celého Středočeského kraje (50°2′10″ s. š., 13°23′47″ v. d.) leží v katastrálním území Podbořánky, obec Jesenice, zhruba 4 km jjz. od Podbořánek, v lese západně od silnice Žihle – Potvorov.

- Nejsevernější bod okresu (50°15′49″ s. š., 13°48′45″ v. d.) se nachází v katastrálním území obce Kozojedy; toto místo leží zhruba 1 km severně od obce, na západním konci pásu zeleně v polích jižně od silnice Vinařice - Úlovice.

- Nejvýchodnější místo okresu (50°1′33″ s. š., 13°59′35″ v. d.), situované na katastru obce Sýkořice představuje východní břeh rybníka v údolí potoka Vůznice, zhruba kilometr severovýchodně od Dřevíče (jen o necelou vteřinu západněji je situováno trojmezí okresů Rakovník, Kladno a Beroun na sever odtud).

- Nejjižnější místo okresu (49°55′38″ s. š., 13°48′32″ v. d.) lze najít v katastrálním území Skryje nad Berounkou, obec Skryje; tento bod leží na jihovýchodním úpatí vrchu Vlastec (612 m), zhruba 5 km jihovýchodně od Skryjí a necelého ½ km severovýchodně od hájovny Vlastec, v místě, kde Úpořský potok po překonání průseku pro vysokonapěťové vedení znovu vstupuje do lesa.

- Nejvyšší místo okresu (612 m n. m.) se nachází taktéž v katastrálním území Skryje nad Berounkou, obec Skryje a je jím již zmíněný vrch Vlastec, součást Křivoklátské vrchoviny.

- Nejnižší místo okresu (~220 m n. m.); tento bod leží na území obce Sýkořice na potoce Vůznici, asi 1¾ km zsz. od Nižboru v místě, kde potok těsně před ústím do řeky Berounky podchází železniční trať Beroun–Rakovník (vlastní břeh Berounky v těchto místech již náleží k okresu Beroun).

## Seznam obcí a jejich částí

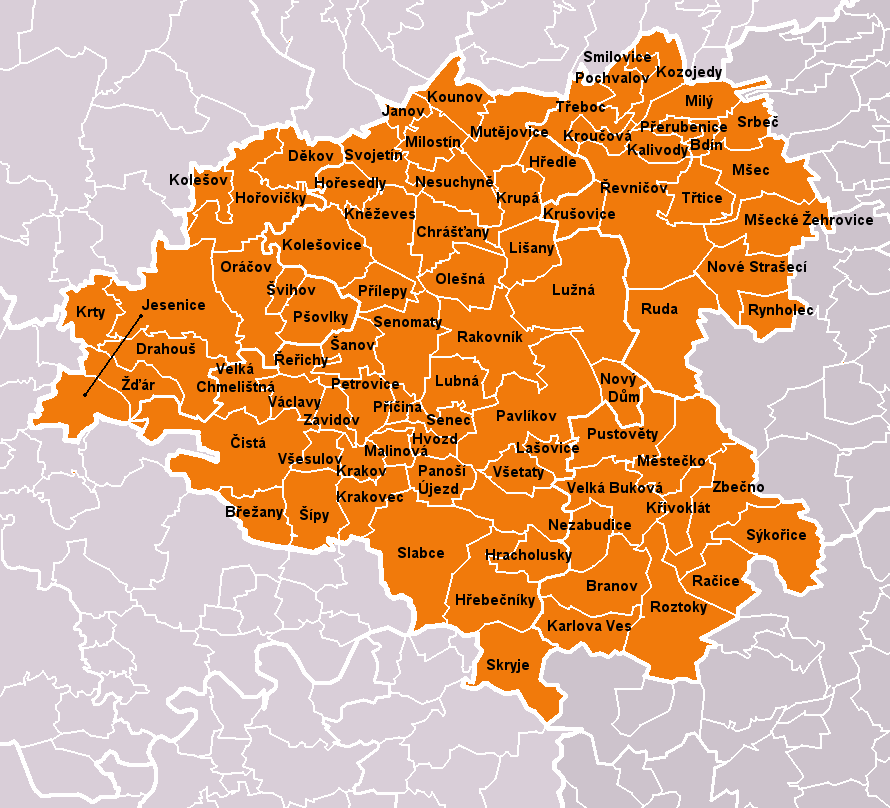
Rozsah okresu Rakovník s vyznačenými názvy a hranicemi obcí

Města jsou uvedena tučně, městyse kurzívou, části obcí malince.

Bdín •
Branov •
Břežany •
Čistá (Křekovice • Kůzová • Lhota • Nová Ves • Smrk • Strachovice • Zdeslav) •
Děkov (Nová Ves • Vlkov) •
Drahouš (Svatý Hubert • Tlestky) •
Hořesedly •
Hořovičky (Bukov • Hokov • Vrbice) •
Hracholusky •
Hřebečníky (Novosedly • Šlovice • Týřovice • Újezdec) •
Hředle •
Hvozd (Žďáry) •
Chrášťany (Nový Dvůr) •
Janov •
Jesenice (Bedlno • Chotěšov • Kosobody • Podbořánky • Soseň) •
Kalivody •
Karlova Ves •
Kněževes •
Kolešov •
Kolešovice (Heřmanov • Zderaz) •
Kounov •
Kozojedy •
Krakov •
Krakovec (Zhoř) •
Kroučová •
Krty •
Krupá •
Krušovice •
Křivoklát (Častonice • Písky) •
Lašovice •
Lišany •
Lubná •
Lužná •
Malinová •
Městečko •
Milostín (Povlčín) •
Milý •
Mšec •
Mšecké Žehrovice (Lodenice) •
Mutějovice (Lhota pod Džbánem) •
Nesuchyně •
Nezabudice •
Nové Strašecí (Pecínov) •
Nový Dům •
Olešná •
Oráčov (Klečetné) •
Panoší Újezd •
Pavlíkov (Chlum • Ryšín • Skřivaň • Tytry) •
Petrovice •
Pochvalov •
Přerubenice (Dučice) •
Příčina •
Přílepy •
Pšovlky •
Pustověty •
Račice •
Rakovník (Rakovník I • Rakovník II) •
Roztoky •
Ruda •
Rynholec •
Řeřichy (Nový Dvůr) •
Řevničov •
Senec •
Senomaty (Hostokryje • Nouzov) •
Skryje •
Slabce (Kostelík • Malé Slabce • Modřejovice • Nová Ves • Rousínov • Skupá • Svinařov) •
Smilovice •
Srbeč •
Svojetín (Veclov) •
Sýkořice •
Šanov •
Šípy (Bělbožice • Milíčov) •
Švihov •
Třeboc •
Třtice •
Václavy •
Velká Buková (Kalubice • Malá Buková) •
Velká Chmelištná (Hůrky) •
Všesulov •
Všetaty •
Zavidov •
Zbečno (Újezd nad Zbečnem) •
Žďár (Otěvěky)

### Změna hranice okresu
Do 1. ledna 2007 spadala do okresu Rakovník ještě obec Lány – nyní okres Kladno.